# Fuentes de Nava
Fuentes de Nava település Spanyolországban, Palencia tartományban. Fuentes de Nava Autillo de Campos, Abarca de Campos, Castromocho, Baquerín de Campos, Mazariegos, Becerril de Campos, Paredes de Nava és Frechilla községekkel határos. Lakosainak száma 567 fő (2024).

## Népesség
A település népessége az elmúlt években az alábbi módon változott:
| Lakosok száma | 815  | 774  | 761  | 729  | 731  | 695  | 673  | 637  | 610  | 567  |
|               | 2001 | 2004 | 2007 | 2009 | 2012 | 2014 | 2017 | 2019 | 2022 | 2024 |